# はずかし固め
はずかし固め（はずかしがため）は、格闘技、特にプロレスで用いられる技の一種である。股関節への関節技である。名称に関しては様々な表記が用いられる（詳しくは後述の「名称について」を参照）。

## 概要
はずかし固めと呼ばれる関節技には複数の種類があり、いわゆるレッグスプレッドやルチャリブレで使われるジャベの一種などがある。

## 名称について
表記としては、恥ずかし固め、辱め固め（はずかしめがため）とされることも多い。
女子プロレスにおいては、はずかし固めは女性であるレスラーに屈辱を与える技として使われて主にヒールがフィニッシュ・ホールドとして用いる。
また、お笑い要素が強いカードにおいては、試合中にネタとしてわざわざ対戦相手にかけるよう要求する事も希にある。その際に｢お客さんはお前のなんか見たがっていない。」と対戦相手につっこまれるのがお約束である。

## はずかし固め（レッグスプレッド）
レッグスプレッドをかけると、相手の股関節を広げる形に成るため、恥ずかしい格好になる事からこの名があるが、元々、古くからある格闘術の技の一つであり、関節技としての威力は大きい。総合格闘家の桜庭和志の得意技であることから「桜庭式」などと称されることもある。

## はずかし固め（NEOマシンガンズ式）
ルチャリブレで使われるジャベの一種で、ミル・マスカラスが使っていたバランカ・ア・オロンブスがオリジナルである。リバースフルネルソン（ダブルアーム・スープレックス（人間風車）の前段）の体勢から、自ら後転して仰向けになり、相手を逆さまに（パワーボムの様にマットに叩きつけるような動作ではなく相手選手を自分の腹の上に乗せる）、相手の股関節を開脚させ、自らの両足を相手の両足に内側から掛け、そのまま開脚させる。女子プロレスではパフォーマンス性の強い技であるが、主にヒールレスラーのフィニッシュホールドとしても使われる。 元々の技名は「花一輪」であった事から、技が決まるとリングアナウンサーが「ただいま、リング上は花が満開となっております」などとアナウンスしていた。
NEOマシンガンズ（タニー・マウスと宮崎有妃）は、この技を使うことで有名な女子プロレスラー（タッグ）で、この技の考案者でもある。この技の開発に至ったきっかけは、アイドルとの対戦で大技だと怪我をさせてしまう可能性があったことから、恥ずかしい思いをさせて心を折らせることを目的に開発された。なお、宮崎は未成年にはこの技を仕掛けないことを公言している。
『めちゃ×2イケてるッ!』のコーナーである、めちゃ日本女子プロレスにて光浦靖子がこの技を多用するなど、技の持つ恥辱性と安全性からバラエティー番組でも馴染み深い。

## はずかし固め（安川惡斗）
安川惡斗が行う技。自分の右肩に相手を抱え、（相手は下を向いている状態）自分は右膝を付き、相手の股を開き観衆やカメラに股を見せる。

## その他恥辱技
「恥ずかし固め」と同様に恥辱を加える技の例
- ラフレシア（ゲーム「ランブルローズ」のキャラ「キャンディ・ケイン」が使う技で、ローリングで技に入るが、ほぼ、恥ずかし固め（NEOマシンガンス）と同じ形の技である。 「ランブルローズ」では、この他にも様々な恥辱技が登場する。）
- ラ・マテマティカ（ジャベの一種、エル・マテマティコが編み出した。相手を逆さに持ち上げて股関節を開脚させ股関節、腰、首などを締め上げる。キン肉バスターの原型とも言われる。
- キン肉バスター（股関節を開脚させる技だが、首から落とすため危険なプロレス技の認識が強い）
- グラビア固め（恥ずかし固め同様、タニー・マウスが使った技。こちらはバストを強調させている）
- 不死鳥投げ（原田泰造がＴＶ番組内で使ったギャグである。巴投げの要領で投げるが、女性の内股に足の甲を入れ、開脚させる）
- 駅弁固め（AV男優でもあるチョコボール向井がプロレスにて使った技）